# Juliette Danion
Juliette Danion (* 7. července 1981 Libourne) je bývalá francouzská reprezentantka ve sportovním lezení. Vítězka světového poháru, mistryně Evropy a Francie v boulderingu.

## Výkony a ocenění
- 2004: nominace na prestižní mezinárodní závody Rock Master italském Arcu
- 2007: vítězství v celkovém hodnocení světového poháru a na mistrovství Evropy

### Závodní výsledky
| Arco Rock Master | Arco Rock Master |
| Rok              | 2004             |
| ---------------- | ---------------- |
| Bouldering       | 7                |

| Mistrovství světa | Mistrovství světa | Mistrovství světa | Mistrovství světa |
| Rok               | 2003              | 2005              | 2007              |
| ----------------- | ----------------- | ----------------- | ----------------- |
| Bouldering        | 5                 | 14-15             | 5                 |

| Světový pohár       | Světový pohár | Světový pohár | Světový pohár | Světový pohár | Světový pohár | Světový pohár | Světový pohár |
| Rok                 | 1999          | 2003          | 2004          | 2005          | 2006          | 2007          | 2008          |
| ------------------- | ------------- | ------------- | ------------- | ------------- | ------------- | ------------- | ------------- |
| Bouldering          | 16-18         | 6             | 4             | 8             | 2             | 1             | 13            |
| jednotlivě* (5/3/2) | ,18,24,20,6,  | ,8,,4,13,12,  | ,8,6,,4,11,7, | ,,13,         | ,26,,,14,,4,, | ,,5,4,,9,8,,  | ,16,6,6,7,    |

* poznámka: nalevo jsou poslední závody v roce
| Mistrovství Evropy | Mistrovství Evropy | Mistrovství Evropy |
| Rok                | 2004               | 2007               |
| ------------------ | ------------------ | ------------------ |
| Bouldering         | 19-20              | 1                  |

| Mistrovství Francie | Mistrovství Francie | Mistrovství Francie |
| Rok                 | 2004                | 2008                |
| ------------------- | ------------------- | ------------------- |
| Bouldering          | 2                   | 1                   |

| Evropský pohár juniorů | Evropský pohár juniorů | Evropský pohár juniorů |
| Rok                    | 1998 kat. A            | 1999 juniorky          |
| ---------------------- | ---------------------- | ---------------------- |
| Obtížnost              | 11                     | 11                     |
| jednotlivě*            | 4,-,-,9                | -,-,5,-                |

* poznámka: nalevo jsou poslední závody v roce